# Onagreae
Onagreae, tribus vrbolikovki, dio potporodice Onagroideae. Pripada mu 12 rodova., tipični je pupoljka (Oenothera), sa preko 220 vrsta jednogodišnjeg, dvogodišnjeg raslinja i trajnica i polugrmova iz Amerike
Ime je došlo po rodu Onagra, sinonim za Oenothera.

## Rodovi i broj vrsta
1. Chylismia Nutt. ex Torr. & A. Gray (16 spp.)
2. Oenothera L. (157 spp.)
3. Eulobus Nutt. ex Torr. & A. Gray (4 spp.)
4. Taraxia Nutt. ex Torr. & A. Gray (4 spp.)
5. Clarkia Pursh (42 spp.)
6. Gayophytum A. Juss. (9 spp.)
7. Chylismiella (Munz) W. L. Wagner & Hoch (1 sp.)
8. Eremothera (P. H. Raven) W. L. Wagner & Hoch (7 spp.)
9. Camissonia Link (12 spp.)
10. Neoholmgrenia W. L. Wagner & Hoch (2 spp.)
11. Camissoniopsis W. L. Wagner & Hoch (14 spp.)
12. Tetrapteron (Munz) W. L. Wagner & Hoch (2 spp.)